# 謝道承
謝道承，字又紹，號古梅，福建閩縣（今福建省福州市）人，清朝政治人物。

## 生平
谢宣之子，林佶之甥。生于清康熙二十七年（1688年）。康熙五十九年（1720年），鄉試中舉第一（解元）。康熙六十年（1721年）中辛丑科三甲第二十六名進士，官至内阁学士。。卒于清乾隆六年七月，享年五十四岁。